# Лібія чорновола
Лібія чорновола (Lybius rolleti) — вид дятлоподібних птахів родини лібійних (Lybiidae).

## Поширення
Вид поширений в Чаді, ЦАР, Судані, Південному Судані та на півночі Уганди.

## Спосіб життя
Трапляється групами з 4-5 птахів. Живиться комахами і плодами. Гніздиться у дуплах дерев. Відкладає два яйця.